# Chinese Science Citation Database
Chinese Science Citation Database (CSCD) es una base de datos bibliográfica e índice de citas elaborada por la Academia China de las Ciencias.
Su mantenimiento es realizado por la compañía Thomson Reuters y fue la primera base de datos en idioma diferente al inglés que Web of Science incorporó a sus índices y bases de datos.